# أبي بشرايا البشير
أُبِّي بشرايا البشير (بالإنجليزية Oubi Buchraya Bachir) من مواليد الزويرات الموريتانية (1970) شغل منصب ممثل لجبهة البوليساريو بفرنسا ببانيوليه باريس سابقا، والسفير السابق بنيجيريا. حاصل على شهادة الدكتوراه في التاريخ من جامعة باريس، وحاصل على شهادة الماجيستير في «النزاعات، السلم والتنمية» من جامعة جيمس الأول في كاستلون دي لابلانا. وهو يتحدث اللغات العربية، الإنجليزية، الفرنسية والإسبانية و هو حاليا يشغل منصب ممثل جبهة البوليساريو في الاتحاد الأوروبي.

## التعيينات الدبلوماسية
بدأ مسيرته الدبلوماسية في عام 2001، حيث عُين باعتباره ممثلا صحراويا بهولندا بمدينة لاهاي. وانتقل في أواخر عام 2003 إلى لندن كممثل للجبهة بـالمملكة المتحدة وإيرلندا.
في عام 2006، حل محل السيد سادافا محمد باهيا كسفير صحراوي بـجنوب إفريقيا. في يوليو 2008، قدم أوراق اعتماده كسفير لدى الرئيس عمر موسى يارادوا ليحل محل السيد حبيب علي كنتاوي. وقد عمل بين عامي 2010 و 2011 كمبعوث خاص ثم سفير غير مقيم بغانا إلى غاية اعتماد مهايوب سيدينا، أول سفير صحراوي في أكرا، في أواخر عام 2011. وفي عام 2016، أصبح أُبِّي بشرايا البشير ممثلا لجبهة البوليساريو بفرنسا خلفا للسيد عمر منصور.